# Роман-Форест (Техас)
Роман-Форест (англ. Roman Forest) — місто (англ. town) в США, в окрузі Монтгомері штату Техас. Населення — 1781 особа (2020).

## Географія
Роман-Форест розташований за координатами 30°10′47″ пн. ш. 95°9′33″ зх. д. / 30.17972° пн. ш. 95.15917° зх. д. (30.179735, -95.159275).  За даними Бюро перепису населення США в 2010 році місто мало площу 3,90 км², з яких 3,84 км² — суходіл та 0,06 км² — водойми. В 2017 році площа становила 5,70 км², з яких 5,64 км² — суходіл та 0,06 км² — водойми.

## Демографія
Згідно з переписом 2010 року, у місті мешкало 1538 осіб у 547 домогосподарствах у складі 468 родин. Густота населення становила 394 особи/км².  Було 574 помешкання (147/км²).
Расовий склад населення:
| - 92,0 % — білих - 1,9 % — азіатів - 1,3 % — чорних або афроамериканців - 0,4 % — корінних американців - 3,1 % — осіб інших рас |

До двох чи більше рас належало 1,3 %. Частка іспаномовних становила 10,3 % від усіх жителів.
За віковим діапазоном населення розподілялося таким чином: 23,3 % — особи молодші 18 років, 61,4 % — особи у віці 18—64 років, 15,3 % — особи у віці 65 років та старші. Медіана віку мешканця становила 43,6 року. На 100 осіб жіночої статі у місті припадало 93,7 чоловіків;  на 100 жінок у віці від 18 років та старших — 95,2 чоловіків також старших 18 років.
Середній дохід на одне домашнє господарство  становив 99 442 долари США (медіана — 93 289), а середній дохід на одну сім'ю — 109 164 долари (медіана — 95 505). За межею бідності перебувало 2,0 % осіб, у тому числі 0,7 % дітей у віці до 18 років та 9,6 % осіб у віці 65 років та старших.
Цивільне працевлаштоване населення становило 981 особа. Основні галузі зайнятості: освіта, охорона здоров'я та соціальна допомога — 15,6 %, будівництво — 12,6 %, транспорт — 12,2 %.